# McGregor, Texas
McGregor là một thành phố thuộc quận McLennan, tiểu bang Texas, Hoa Kỳ. Năm 2010, dân số của xã này là 4987 người.

## Dân số
- Dân số năm 2000: 4727 người.
- Dân số năm 2010: 4987 người.